# АТ-44
Автомат Токарева (АТ-44) — стрелковое оружие: опытный автомат, сконструированный Ф. В. Токаревым для участия в конкурсе 1944 года на автомат под новый промежуточный патрон 7,62 мм.

## История
В октябре 1943 г. Ф. В. Токарев приступил к работе над автоматом, воспользовавшись базой винтовки АВТ-40 — модифицированной СВТ-40, и 21 ноября того же года был готов макет автомата. По своему типу автомат Токарева больше соответствовал ручному пулемёту, что было характерно для первых советских автоматов. Оружие комплектовалось двуногой неотъёмной сошкой, присоединённой к надульнику. Прицел механический на 1500 м. Также мог быть примкнут штык от винтовки СВТ-40.
В течение декабря 1943 г. — апреля 1944 г. Ф. В. Токарев дорабатывал свой автомат. 7 мая 1944 г. АТ-44 принял участие в первых полигонных испытаниях автоматов под промежуточный патрон. Все представленные образцы не выдержали проверку. Повторные испытания были назначены на июль 1944 г., но Токарев не успел доделать свой автомат. Только в декабре он представил доработанный образец, но он опять не выдержал испытаний, уступив конкурентам по кучности и безотказности. Комиссия сочла нецелесообразной дальнейшую доработку АТ-44.